# Borgne
Borgne (em crioulo, Obòy), é uma comuna do Haiti, situada no departamento do Norte e no arrondissement de Borgne.
De acordo com o censo de 2003, sua população total é de 46.886 habitantes.